# 督主教
督主教（英語：Exarch）是種在東方禮儀教會，如東方正教會及東儀天主教會，常見的神職人員職銜。意指代表某位宗主教管理某個地區的主教，在某些情況下則是管理數個教區但尚未足以成為宗主教的主教頭銜。而在東儀天主教會，此一職稱常常等同於宗座代牧一職 ，但除了代表教宗外，也有代表特定東儀天主教宗主教或是大總主教者，負責代表上述三者管理一個尚未足以成為教區的地方教會，值得注意的是此職在東儀天主教不一定是由主教品神職人員擔任。

## 字義
督主教一詞的希臘文：ἔξαρχος（exarchos），原指拜占庭帝國的一種總督官職，負責管理某些特定行省。如拉文納總督負責代表拜占庭帝國在義大利地區擁有的領土的管理，直到該地被倫巴底人占領。 

## 歷史
督主教一職稱在最早是給予那些較有勢力以至於其管理範圍甚至包括其他都主教區的都主教的頭銜。起因是在五牧首時代，宗主教或稱牧首的頭銜是只給予五個重要地區的主教頭銜，也就是羅馬、君士坦丁堡、安提約基雅、耶路撒冷以及亞歷山大等五個重要都會的主教。理論上一名都主教只要獲得其中一位宗主教的承認就能擁有督主教這個頭銜。 